# Veľké Dvorníky
Veľké Dvorníky (ungarisch Nagyudvarnok) ist eine Gemeinde im Südwesten der Slowakei mit 1373 Einwohnern (Stand 31. Dezember 2024). Sie gehört zum Okres Dunajská Streda, einem Teil des Trnavský kraj.

## Geographie

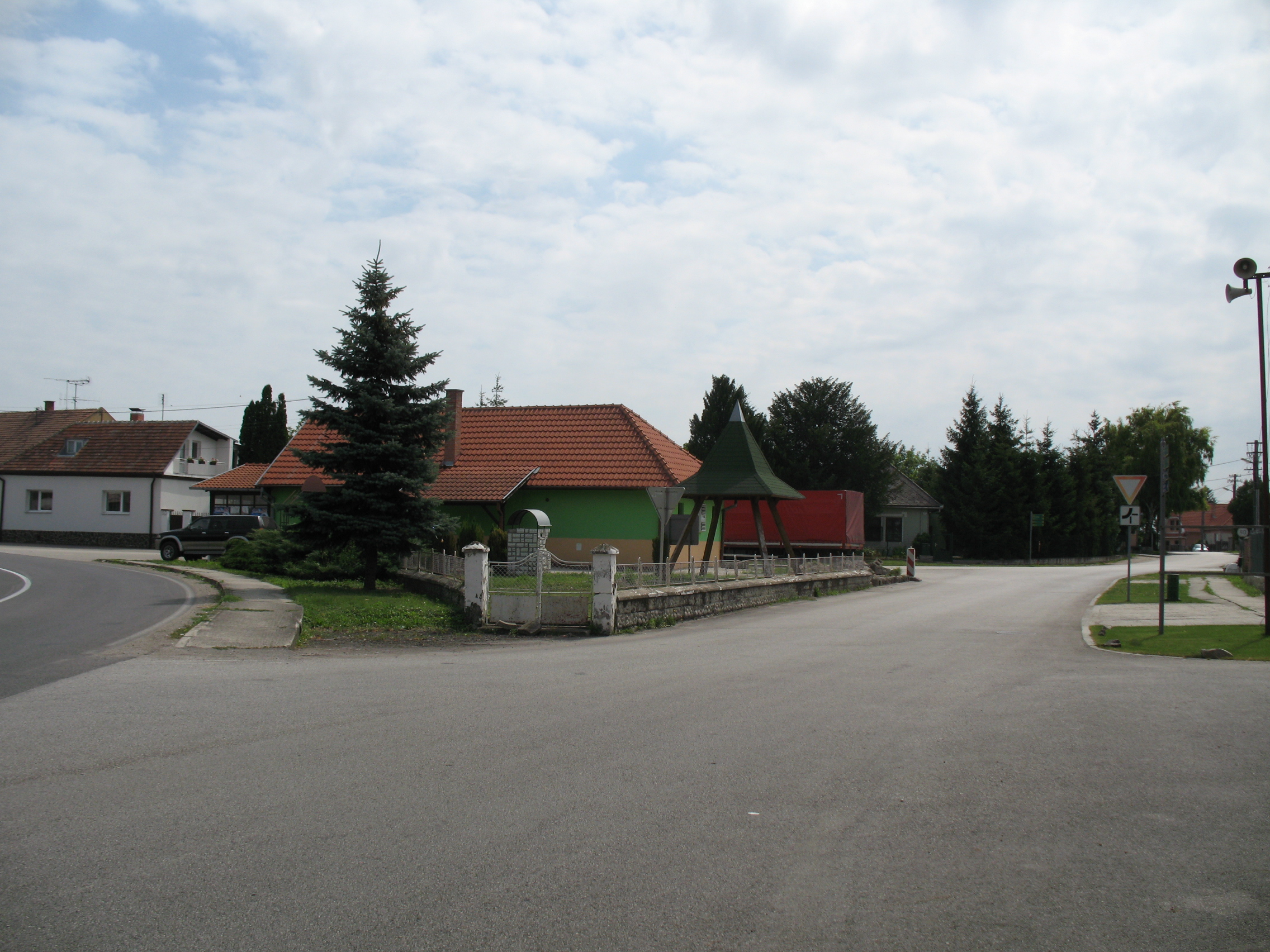
Dorfplatz von Veľké Dvorníky

Die Gemeinde befindet sich im mittleren Teil der Großen Schüttinsel, einem Teil des slowakischen Donautieflands. Das Gemeindegebiet ist eben und entwaldet, von verschiedenen kleinen Kanälen entwässert und von Au- sowie Schwarzböden bedeckt. Das Ortszentrum liegt auf einer Höhe von 114 m n.m. und ist drei Kilometer von Dunajská Streda entfernt.
Nachbargemeinden sind Malé Dvorníky im Nordwesten, Dunajský Klátov im Nordosten, Ohrady im Osten, Kútniky im Süden und Dunajská Streda im Südwesten.

## Geschichte

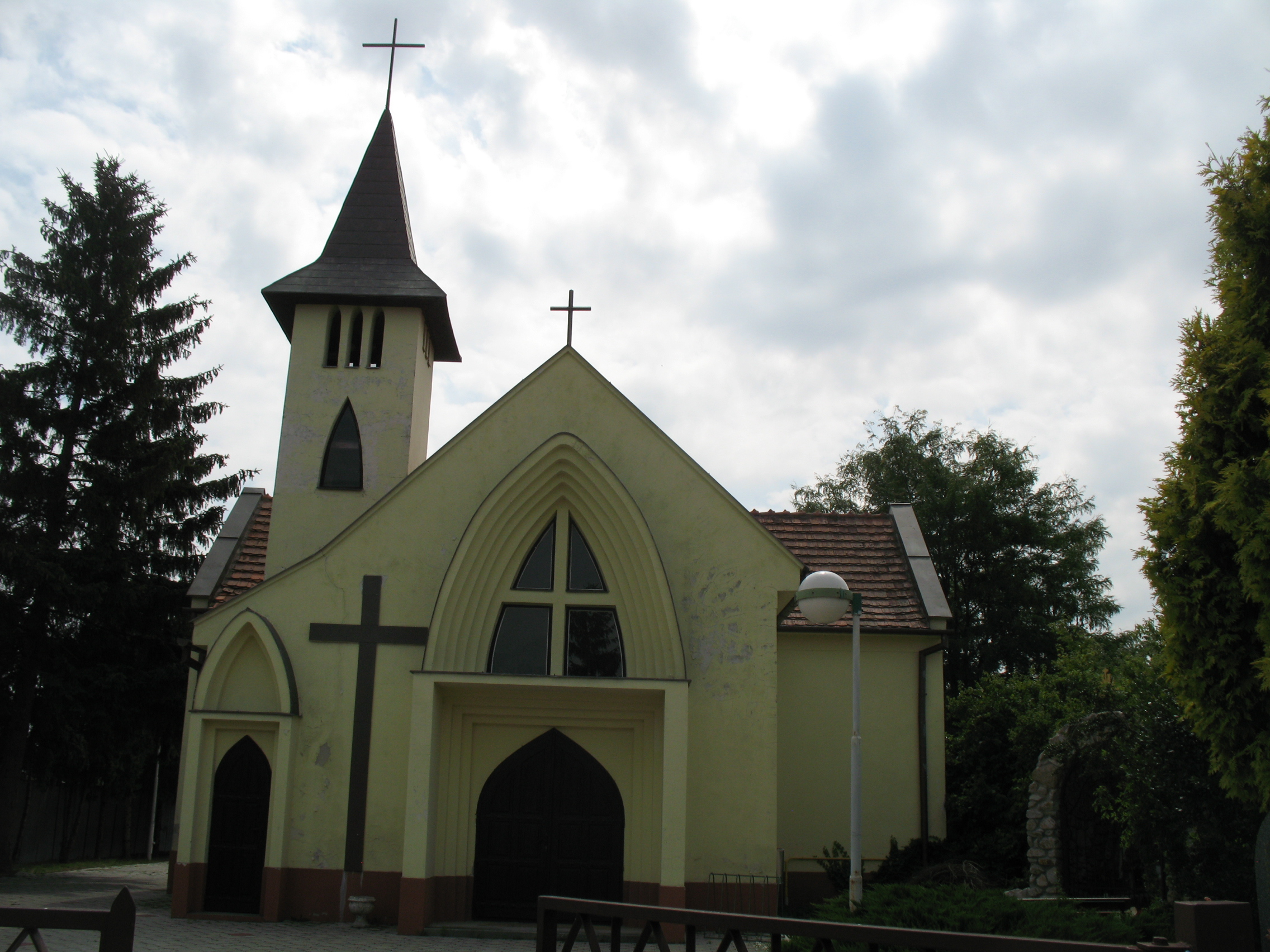
Kirche

Der Ort wurde zum ersten Mal 1252 als Vduornuk schriftlich erwähnt und war ein Dorf königlicher Höflinge (ung. udvar und slow. dvor = deutsch „Hof“). Es gehörte zum Herrschaftsgut der Pressburger Burg.
1553 sind in einem Verzeichnis insgesamt 10,5 Porta verzeichnet. Ab dem 16. Jahrhundert bis zur Abschaffung der Leibeigenschaft war das Dorf Besitz verschiedener Geschlechter wie Amadé, Soldos, Zomor, Kondé, Biró sowie weiteren. 1828 zählte man 49 Häuser und 356 Einwohner im landwirtschaftlich geprägten Dorf.
Bis 1919 gehörte der im Komitat Pressburg liegende Ort zum Königreich Ungarn und kam danach zur Tschechoslowakei beziehungsweise heute Slowakei. 1938–45 lag er aufgrund des Ersten Wiener Schiedsspruchs noch einmal in Ungarn.
Von 1960 bis 1990 war die Gemeinde zusammen mit Malé Dvorníky Teil der Einheitsgemeinde Dvorníky na Ostrove.

## Bevölkerung
| Jahr                | 1994 | 2004     | 2014     | 2024     |
| ------------------- | ---- | -------- | -------- | -------- |
| Anzahl der Personen | 727  | 874      | 1117     | 1373     |
| Unterschied         |      | +20,22 % | +27,80 % | +22,91 % |

| Jahr                | 2023 | 2024    |
| ------------------- | ---- | ------- |
| Anzahl der Personen | 1383 | 1373    |
| Unterschied         |      | −0,72 % |

Nach der Volkszählung 2011 wohnten in Veľké Dvorníky 1028 Einwohner, davon 813 Magyaren, 126 Slowaken, 79 Roma und vier Tschechen. Sechs Einwohner machten keine Angabe. 878 Einwohner bekannten sich zur römisch-katholischen Kirche, 47 Einwohner zur reformierten Kirche, neun Einwohner zu den Zeugen Jehovas und jeweils vier Einwohner zur evangelischen Kirche A. B. sowie zur kongregationalistischen Kirche. 55 Einwohner waren konfessionslos und bei 31 Einwohnern wurde die Konfession nicht ermittelt.

## Bauwerke
- römisch-katholische Kirche Mariä Namen aus dem Jahr 1953
- Dreifaltigkeitskapelle aus dem 19. Jahrhundert
- Landschloss im Renaissance-Stil aus dem 17. Jahrhundert